# 新異教主義

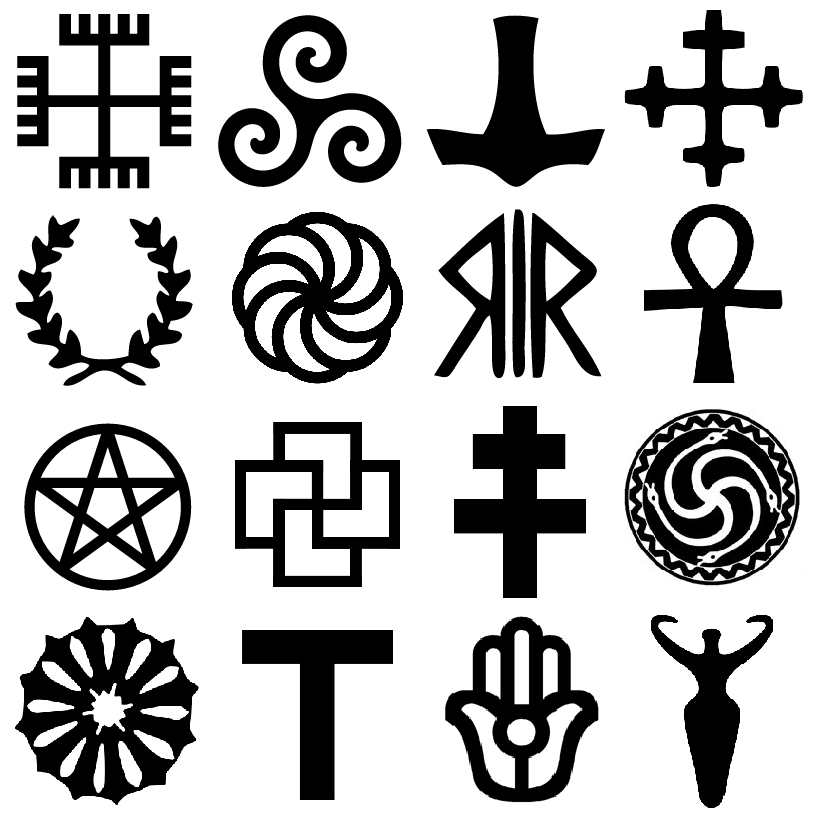
各種新異教信仰符號，分別為（從左到右）： *第一排分別是斯拉夫本土教（斯拉夫本土符號之一“斯拉夫十字架”）、凱爾特新異教（三曲腿圖/三螺旋）日耳曼新異教（“雷神索爾之鎚”）拉脫維亞狄耶夫图里巴（“十字架的十字架”或“馬拉的十字架”）*第二排分別是古希臘復興教（月桂花環）、亞美尼亞異教（亞美尼亞永恆標誌“Arevakhach”）、意大利羅馬復興教、古埃及復興教（生命之符“ankh”）*第三排分別是威卡教（五芒星或五角星）、芬蘭新異教（伊庫-圖爾索之心/圖爾薩斯之心“Tursaansydän”）、匈牙利新異教（雙十字或“világfa”，象徵{生命之樹）、立陶宛洛姆瓦（由草蛇組成的太陽符號）*第四排分別是愛沙尼亞新異教（矢車菊“Jumiõis”）、切爾克斯哈布澤教（“錘十字”）、閃米特新異教（法蒂瑪之手）、威卡教女神運動（舉起雙臂的女性形象）

新異教主義（英語：Neopaganism，或稱新異教信仰）是多種新興宗教運動的統稱，這類新信仰主要是與基督教開始盛行以前的非基督宗教有關。其中包含了許多不同的思想，包括多神論、泛靈論與二元論等，以及由此衍生而出的各類變形。部分新異教徒所進行的性靈活動純粹是現代產物；而其他的新異教徒，則依照歷史與傳說，試圖精確地重建出原生的宗教，並將其復甦。
以數量而言，美國、英國、北歐與烏克蘭等地，是新異教運動最為盛行的地方。而依據新德魯伊信仰、日爾曼異教信仰（Heathenism）、以及斯拉夫異教信仰（Slavianism）而建構出來的威卡教，則是目前最龐大的新異教運動。

## 相關用語
「新異教」（Neopagan，也可指「新異教徒」）主要是用來區分古代文化裡的異教徒，以及現代異教運動的擁護者。新異教包括了一些融合多種信仰的新宗教，例如威卡教、新德魯伊信仰或是新薩滿信仰（Neoshamanism）；也包括了某些對應於特定傳統的信仰，例如各種多神論重建主義信仰（polytheistic reconstructionism）。有些重建主義者拒絕被稱做新異教徒，因為他們希望與其他由多種信仰融合而成的宗教有所區隔。
有些「傳統主義者」（Traditionalist）與「重建主義者」（Reconstructionist）強調他們與民間宗教的關聯性與傳承性；而其他如威卡教或部份新德魯伊信徒，則宣稱源自一些秘密流傳的宗教教義，但其中有許多是假傳說。重建主義者著重於建構歷史上的宗教傳統，且並不宣稱有任何尚未被發現的傳統。 
在1964年到1965年間，女巫研究協會（Witchcraft Research Association）的出版刊物裡，開始出現以「異教徒」（Pagan）來稱呼自己的新異教徒。同時期美國與英國的女巫復興人士，也有使用同一個字，但意義與各種新異教運動沒有關聯。
1990年代起，日耳曼新異教運動（Germanic neopaganism）的擁護者，開始以「Heathenism」、「Heathen」或是「Heathenry」來描述自己的信仰。

## 延伸閱讀
- Bonewits, Isaac. . 2003. ISBN 1-59405-501-7.
- Bonewits, Isaac (2006) Bonewits's Essential Guide to Druidism. New York, Kensington Publishing Group ISBN 0-8065-2710-2.
- Ronald, Hutton. . 2001. ISBN 0-19-285449-6.
- Strmiska, Michael F. . Santa Barbara: ABC-CLIO. 2005.
- Seznec, Jean. . 1953. ISBN 0-691-02988-1.
- York, Michael. . NYU Press. 2003. ISBN 978-0-8147-9702-0.
- Douglas E. Cowan, Cyberhenge: Modern Pagans on the Internet, Routledge (2004), ISBN 0-415-96911-5.

## 外部連結
- CUUPS （页面存档备份，存于） - Covenant of Unitarian Universalist Pagans
- The Kith of Yggdrasil - UK-based Heathen website
- Mything Links - A meta page about myths and mythology around the world
- Neopagan.net （页面存档备份，存于） - Neopagan author Isaac Bonewits's thoughts on the development of Neopaganism, modern druidry and public perceptions
- Pagan Federation （页面存档备份，存于） A UK-based organization promoting awareness and acceptance of Paganism in Europe and the world.
- Pagan Association UK （页面存档备份，存于） Promoting paganism in the Community.
- PFSA （页面存档备份，存于） The Pagan Federation of South Africa
- PaganWiki - "Striving to be the most complete pagan resource"
- WikiPagan A free content wiki-based website for Neopagans （页面存档备份，存于）